# Vittorio Giardino
Vittorio Giardino est un dessinateur, scénariste et coloriste italien de bande dessinée, né le 24 décembre 1946 à Bologne.

## Biographie
Passionné depuis toujours par le dessin, Vittorio Giardino est d'abord ingénieur en électronique de 1969 à 1978, métier qu'il abandonne ensuite pour se consacrer exclusivement à la bande dessinée, estimant qu'il lui est impossible de mener les deux métiers de front.
En 1979, il crée sa première série avec le détective Sam Pezzo pour le mensuel Il Mago. En 1982, c'est dans les pages d’Orient Express que commencent les aventures de Max Fridman, un espion juif français, dans les années qui précédent la Seconde Guerre mondiale et qui se poursuivent jusqu'à la Guerre d'Espagne.
En 1983 paraissent les premières planches de Little Ego, un pastiche érotique du Little Nemo de Winsor McCay.
Vittorio Giardino entame une nouvelle série en 1993, Jonas Fink, l’histoire d’un jeune garçon dans la Tchécoslovaquie des années 1950, sous le régime communiste. En 2013, il annonce qu'il est en cours d'écriture du troisième tome de cette série, qui sort en 2018 (pour la version française), à la suite de quoi, il prépare un nouveau tome de Max Fridman. Album qui sort en septembre 2025.

## Style
Se situant dans le courant néoclassique porté par la revue italienne Orient Express dans laquelle il publie le premier tome des aventures de Max Fridman, Vittorio Giardino est un adepte de la ligne claire. Son dessin est réaliste. Quand il travaille la couleur, il utilise plutôt l'aplat. Pour le noir et blanc, par exemple dans la série Sam Pezzo, il a tendance à les opposer plutôt que de les dégrader en nuance de gris.
Ses récits sont habilement construits autour de scénarios complexes, des ressorts psychologiques des personnages, de héros normaux, parfois impressionnables ou timorés, éloignés des stéréotypes virils et fanfarons de la bande dessinée destinée à la jeunesse. Il s'adresse davantage à un public d'adultes.
Malgré le caractère dramatique ou tragique de certaines situations qui mettent en scène des héros dont les valeurs et les désirs sont contrariés par le cours de l'histoire ou des forces qui les dépassent, Vittorio Giardino évite le sentimentalisme.

## Thèmes

### Le récit policier
Son premier travail d'importance, autour du personnage de Sam Pezzo, rend hommage au roman et au film noir américain dans la lignée de la série Alack Sinner de Carlos Sampayo et José Muñoz. Il reprend la veine policière en 1991 avec Vacances fatales publié chez Casterman. Il annonce par ailleurs en 2002 vouloir reprendre son personnage de Sam Pezzo.

### L'histoire contemporaine
Vittorio Giardino est un passionné d'histoire contemporaine qui se documente beaucoup pour ses œuvres et cet aspect de son travail a été particulièrement récompensé en Italie comme à l'international. Les années qui précèdent la Seconde Guerre mondiale et la Tchécoslovaquie forment respectivement le fond historique des séries Max Fridman et Jonas Fink, au détriment de sa propre histoire nationale, suffisamment documentée, assure-t-il, ou alors encore trop récente pour être exposée sans risque :

« Nous possédons des documents historiques fiables concernant le fascisme en Italie, et plus spécifiquement sur l’ère Mussolini. [...] Les évènements qui ont endeuillés l’Italie durant la période concernant les Brigades rouges m’intéressent beaucoup. [...] Mais nous n’avons pas la possibilité de connaître tous les tenants et aboutissants de cette époque. Les archives de l’État, qui concernent les « Brigades Rouges », sont sous scellés. Elles ne peuvent pas être consultées par les chercheurs et les historiens. Or, de nombreuses interrogations persistent. Que contenait la mallette d’Aldo Moro, le chef de file de la Démocratie Chrétienne, qui a été enlevé et assassiné par les « Brigades » ? [...] Sa mallette n’a jamais officiellement été retrouvée. [...] Je n’ai pas envie de traiter ce sujet pour une deuxième raison : les intervenants sont toujours vivants. Par respect pour les victimes, ou leurs proches, je ne souhaite pas me servir de cette période troublée pour une fiction… Je pourrais en faire un documentaire dessiné, en relatant les faits qui me seraient racontés par des témoins. Mais j’estime que c’est plus le rôle d’un journaliste que d’un auteur d’avoir cette optique ».

### L'engagement
Il considère que son œuvre est politiquement engagée et rappelle que certaines de ses bandes dessinées ont été interdites de publication par exemple sous la dictature en Argentine. Dans la série Max Fridman, son engagement ne se limite pas à dénoncer la montée des fascismes européens. Il y aborde également les excès de la politique stalinienne à l'égard des combattants républicains espagnols ou internationaux.

### L'autobiographie
Son travail, qui s'appuie sur ses voyages, ses centres d'intérêt ou encore l'histoire de sa famille, a une dimension autobiographique et certains de ses personnages lui ressemblent, ne serait-ce que physiquement, notamment Max Fridman :

« Nous avons des points communs : nous sommes tous les deux barbus, nous fumons la pipe et nous ne sommes pas très grands. Nos parcours politiques se ressemblent aussi : nous sommes de gauche mais nous avons perdu notre foi politique, sans pour autant renier nos convictions profondes. La différence, c’est que je n’ai pas connu la guerre ».

### Le judaïsme
Au cœur de son identité figure la question du judaïsme qui est la religion de deux de ses personnages principaux, Max Fridman et Jonas Fink, même s'ils la pratiquent peu, voire pas du  tout : « C’est un point qui est très important pour moi ! Aborder ce thème à travers mes personnages me permettait de mieux comprendre l’identité juive. Mon épouse est juive, et de facto, mes filles le sont également. Les lois juives mentionnent que tout enfant né d’une mère juive devient un enfant d’Israël. Les Juifs sont l’exemple même de la minorité persécutée au travers les siècles ».

### La culture
Il parsème son œuvre de références classiques, artistiques et littéraires, que ses personnages citent souvent. Un de ses défis, « c’est de raconter une histoire où les livres et la littérature ont une place importante. Dans la BD en général, il y a des références littéraires mais en arrière-plan. Là, dans Fink j’ai choisi un libraire pour pouvoir parler de titres et d’auteurs qui ne sont pas choisis au hasard ». Avec Jonas Fink, il rend hommage au rôle de la littérature dans la résistance à la dictature : « Souvent les grands opposants dans ces pays étaient des romanciers ou des philosophes. Grâce à la culture, les habitants des pays de l’Est découvraient qu’il y avait d’autres manières de vivre. Ces pays totalitaires essayaient de leur faire croire qu’il n’en existait qu’une seule ! ». Ailleurs, c'est le personnage homérique de Circé qui apparaît, dans l’Île du mythe, publiée dans l'album Voyages de rêves. Dans Max Fridman, dans la trilogie espagnole, outre les mentions par exemple de Joseph Conrad, André Malraux, Arthur Koestler ou Robert Capa, c'est le travail architectural d'Antoni Gaudí qui sert d'arrière-plan pour une partie de l'action située à Barcelone.

### L'érotisme
S'il consacre une partie de son œuvre à son « amour des femmes », et au plaisir de les dessiner, comme dans Little Ego en 1983, c'est dans toute son œuvre qu'on rencontre des personnages féminins à la fois forts et très érotisés, qui jouent une place prépondérante dans l'intrigue.

## Regard critique
Le journaliste François Rivière commenta en ces termes la parution du tome 1 de la série Jonas Fink : « L'Enfance narre la transformation d'un jeune garçon soumis à la pression du monde qui l'environne. Le talent de l'auteur associe le théâtre pragois (les références au monde kafkaïen sont explicites) aux émois d'un apprentissage de la vie qui n'est pas sans rappeler la démarche du cinéaste Truffaut. Mais la réussite de Vittorio Giardino tient avant tout à son habileté à tenir à distance le pathos d'ordinaire associé à une telle démarche, en amplifiant, par son trait faussement serein, la cruauté de la fable ».
À l'occasion de la parution de Sin ilusíon, le tome 5 des aventures de Max Fridman, le journal Le Monde écrit : « Agent secret à l'allure de sénateur, Fridman est une sorte de double de papier de Vittorio Giardino. Tous deux partagent une certaine élégance, le goût de l'humanisme et l'hommage aux illusions politiques envolées. »
Selon le journaliste Gilles Heuré, Jonas Fink permet d'entrer dans la compréhension de l'histoire contemporaine : « Pour aborder l’histoire de la Tchécoslovaquie des années 1950 à 1968, la magnifique saga documentée de Vittorio Giardino, formidable auteur de BD, s’impose. Il y fait vivre la période du printemps de Prague à un libraire, un plombier, un commissaire et [à] toute une galerie de personnages. »

## Albums
- Les Enquêtes de Sam Pezzo (Glénat)
  1. Les Enquêtes de Sam Pezzo T.1 (1981)
  2. Les Enquêtes de Sam Pezzo T.2 (1981)
  3. Les Enquêtes de Sam Pezzo T.3 (1982)
  4. Les Enquêtes de Sam Pezzo T.4 (1983)
  5. Les Enquêtes de Sam Pezzo intégrale (1999)
- Les Aventures de Max Fridman (Glénat)
  1. Rhapsodie hongroise (1982)
  2. La Porte d'orient (1986)
  3. No pasaràn (1999)
  4. Rio de sangre (2002)
  5. Sin ilusión (2008) - (Sélection officielle du Festival d'Angoulême 2009)
  6. Hiver 1938, les cousins Meyer (2025)
- Little Ego (Glénat, 1989)
- Vacances fatales (Casterman, 1991)
- Jonas Fink (Casterman)
  1. L'Enfance (1994)
  2. L'apprentissage (1997)
  3. Le libraire de Prague (2018)
- Luxe, calme et volupté (recueil d'illustrations, éd. Mosquito, 2001)[15]
- Voyages de rêves (Casterman, 2003)
- Eva Miranda (Casterman, 2005)
- (it) Lusso (2007)
- (it) Calma (2009)

## Prix et récompenses
- 1982 :  Prix Yellow-Kid de l'auteur italien, pour l'ensemble de son œuvre
- 1982 :  Prix Saint-Michel du meilleur dessinateur étranger pour Rhapsodie hongroise (Max Fridman, t. 1)
- 1986 :  Trophée 813 de la meilleure bande dessinée, décerné à Reims pour Max Fridman t. 2 : La Porte d'Orient[16]
- 1987 :  Prix Urhunden du meilleur album étranger pour Max Fridman t. 2 : La Porte d'Orient
- 1991 :  Grand prix du festival de bandes dessinées de Sollies-Ville
- 1995 :  Prix du meilleur album étranger au Festival international de la bande dessinée d'Angoulême pour le t. 1 de la série Jonas Fink, L'Enfance[17]
- 1998 :  Prix Micheluzzi du meilleur auteur complet italien
- 1999 :  Prix Harvey de la meilleure édition américaine d'une œuvre étrangère pour Jonas Fink, t. 3 : Rébellion
- 2008 :  Prix Diagonale du meilleur album étranger pour  Max Fridman t. 3 : ¡ No pasarán ![18].
- 2008 :  Prix Gran Guinigi per un Maestro del Fumetto, Lucca Comics and Games, 2008